# ぐろ〜かるCM研究所
ぐろ〜かるCM研究所（ぐろ〜かるシーエムけんきゅうじょ）は、株式会社テムズが運営している日本語のブログ形式のローカルCM・地方PR動画紹介サイトである。

## 概要
国内の東京キー局・大阪キー局でのオンエアがなく、地方発のローカルCM及び、地方自治体によるPR動画を「ぐろ〜かるCM」と定義し、独自性の高い秀逸な「ぐろ〜かるCM」を網羅的に掲載・紹介している。
同サイトでは、「地域密着度」「インパクト度」「クオリティ度」「総合」の4つの軸に対して専門家が5段階で評価し、マーケティング視点によるコメントを付与している。サイト内の検索機能では、都道府県別の絞り込みのほか、「笑える」「セクシィ～?」「インパクト」「おもしろキャラ」など、さまざまな観点から横断的に閲覧が可能となっている。
毎年12月には、その年の優秀な「ぐろ〜かるCM」を「ぐろ〜かるCM大賞」として表彰している。

## ぐろ〜かるCM大賞
| 年   | 賞                                        | 都道府県 | 素材名                                                                         |
| ---- | ----------------------------------------- | -------- | ------------------------------------------------------------------------------ |
| 2015 | ぐろ〜かるCM大賞                          | 宮崎県   | 『五ヶ瀬ハイランドスキー場 2015シーズンCM』                                    |
| 2015 | ぐろ〜かるPR動画大賞                      | 大分県   | 『おんせん県おおいた シンフロ』                                                |
| 2015 | 笑える賞                                  | 石川県   | 『石川県電気工事工業組合』                                                     |
| 2015 | おもしろキャラ賞                          | 静岡県   | 『静岡セキスイハイム不動産 不動産情報サイト しずなび』                         |
| 2015 | ナイスアイディア賞                        | 静岡県   | 『静岡新聞SBS ドS。予行演習?』                                                 |
| 2016 | ぐろ〜かるCM大賞                          | 愛媛県   | 『高田引越センター グラビア篇』                                                |
| 2016 | ぐろ〜かるPR動画大賞                      | 三重県   | 『津市 つ・がない世界篇』                                                      |
| 2016 | エリアマーケティング賞                    | 熊本県   | 『天草エアライン そんなあなたに知ってほしい篇』                                |
| 2016 | 地域ブランディング賞                      | 滋賀県   | 『石田三成』                                                                   |
| 2016 | 戦略マーケティング賞                      | 大分県   | 『別府市 湯〜園地計画!』                                                       |
| 2017 | ぐろ〜かるCM大賞                          | 福岡県   | 『スペースワールド 所信表明篇』                                                |
| 2017 | ぐろ〜かるPR動画大賞                      | 広島県   | 『呉市 呉ー市ー GONNA 呉ー市ー篇』                                             |
| 2017 | アイデア賞                                | 長野県   | 『長野県・abn長野朝日放送 声を聞き間違えるわけがない篇』                       |
| 2017 | ユーモア賞                                | 岡山県   | 『岡山トヨペット Bubblepack Town篇』                                           |
| 2017 | クオリティ賞                              | 奈良県   | 『王寺町 雪丸散歩篇』                                                          |
| 2017 | コスパ賞                                  | 長野県   | 『小諸市 小諸がアツ・イー！シリーズ第1～3弾』                                  |
| 2017 | 敢闘賞                                    | 広島県   | 『坂町 ATTACK of smartphone篇』                                                |
| 2018 | ぐろ〜かるCM大賞                          | 大分県   | 『臼杵市 うすきプロジェクト』シリーズ                                          |
| 2018 | ぐろ〜かるPR動画大賞                      | 鹿児島県 | 『鹿児島市 維新dancin’鹿児島市 スペシャルムービー篇』                          |
| 2018 | ふるさと愛dear賞                          | 長崎県   | 『『体感、長崎の島。』青いぜ!長崎ブルーアイランズプロジェクト篇』              |
| 2018 | ポジティブ自虐賞                          | 兵庫県   | 『東播磨県民局 東播磨のコマーシャルである』シリーズ                            |
| 2018 | 継続はチカラなり賞                        | 福井県   | 『おいでよ!ふくい』シリーズ                                                    |
| 2018 | ユーモア賞 ～Theおしりに注目deショウ～    | 静岡県   | 『マイクリニック大久保 あの頃に戻りたい篇』                                    |
| 2018 | 続きが気になるで賞                        | 静岡県   | 『コンコルド』シリーズ                                                         |
| 2019 | ぐろ〜かるCM大賞                          | 山口県   | 岸田劉生展実行委員会 山口県立美術館『岸田劉生展』CMシリーズ                    |
| 2019 | ぐろ〜かるPR動画大賞                      | 徳島県   | 鳴門市『Beyond Naruto』シリーズ                                                |
| 2019 | <CM>自虐ユーモア賞                        | 兵庫県   | 姫路セントラルパーク『2019年CMシリーズ』                                       |
| 2019 | <CM>トレンド パロディ賞                   | 静岡県   | 三幸コーポレーション『ドラキュラ』篇・『狼男』篇                               |
| 2019 | <PR>インパクト賞 ～見事な逆説deショウ～   | 長崎県   | 大村市移住・定住推進PR動画『大村市なんて大嫌い』篇                             |
| 2019 | <PR>アイデア賞 ～みんなのチカラdeショウ～ | 大分県   | 『津久見市役所 おばけ屋敷』篇                                                  |
| 2019 | <PR>地元密着賞 ～おったまげたdeショウ～   | 福岡県   | 大丸福岡天神店／DISCOVER KYUSHU『ロングバージョン』篇                          |
| 2020 | ぐろ〜かるCM大賞                          | 静岡県   | 株式会社田子重 『今川さん、田子重ではたらく』CMシリーズ                        |
| 2020 | ぐろ〜かるPR動画大賞                      | 高知県   | 高知市『＃田舎暮らしは甘くない』篇                                             |
| 2021 | ぐろ〜かるCM大賞                          | 大分県   | 別府競輪場『恋するけいりん』CMシリーズ                                         |
| 2022 | ぐろ〜かるCM大賞                          | 岡山県   | 両備グループ 宇宙一面白い公共交通を目指すプロジェクト「プロジェクト進行中!」篇 |
| 2022 | 特別賞 地域マーケティング賞               | 長野県   | 八十二銀行「勇者たちと王家の秘宝」シリーズ                                     |
| 2023 | アイディア賞                              | 新潟県   | 日本ベアリング「エヌビーグル」シリーズ                                         |